# Jean-Alain Boumsong
Pour les articles homonymes, voir Boumsong.
Jean-Alain Boumsong, né le 14 décembre 1979 à Douala (Cameroun), est un footballeur international français, d'origine camerounaise qui évolue au poste de défenseur.
Sélectionné à 27 reprises en équipe de France entre 2003 et 2009, il est finaliste de la Coupe du monde 2006.
Il est actuellement entraîneur adjoint de l'AJ Auxerre.

## Carrière de joueur

### Arrivée en France
Natif de Douala, Jean-Alain Boumsong rejoint la France à l'âge de 14 ans. Son cousin David N'Gog devient  également footballeur professionnel.
Il développe très tôt des qualités pour le sport, notamment le basket-ball et le football. Il choisit le football et prend trois ans plus tard sa première licence dans le club francilien de l'US Palaiseau. Immédiatement vu comme un bon espoir du club, les clubs formateurs affluent pour s'attacher ses services : Le Havre Athletic Club Football Association, le SM Caen, le FC Sochaux et l'AJ Auxerre.

### Le Havre (1998-2000)
En Normandie, il joue pour la première fois en D 1 en 1998 lors d'un match entre Le Havre Athletic Club Football Association et l'AS Cannes (2-0), le 13 mars 1998, à 18 ans.
Ses bonnes prestations avec le club lui permettent d'être repéré en 2000 par l'AJ Auxerre de Guy Roux, qui l'engage.

### AJ Auxerre (2000-2004)
En Bourgogne, sous les ordres de Daniel Rolland (Guy Roux ayant annoncé sa retraite en tant qu'entraîneur avant de revenir après une saison), il connaît des débuts difficiles.
Ce n'est que lors de sa seconde saison, qu'il s'épanouit en défense centrale aux côtés de Philippe Mexès. Sa grande forme coïncide notamment avec le retour de Guy Roux au poste d'entraîneur. Il progresse énormément au sein d'un groupe jeune composé en particulier de Djibril Cissé, Olivier Kapo, Philippe Mexès et Khalilou Fadiga. L'AJA remporte la Coupe de France 2003 lors d'une victoire contre le Paris SG grâce à un but de Jean-Alain Boumsong à la 89e minute (2 buts à 1).
Il devient alors une possible recrue prioritaire pour Gérard Houllier, l'entraîneur de Liverpool FC, et la presse spécule que ce n'est qu'une question de temps avant que Boumsong ne signe pour Liverpool. Cependant, à l'issue de la saison 2003-2004, Boumsong est un joueur libre car son contrat vient de se terminer avec l'AJ Auxerre en juin 2004. Son agent Willie McKay  négocie alors le  meilleur salaire possible pour son joueur et il rejoint ainsi les Rangers en 1re division écossaise.

### Glasgow Rangers (2004-2005)
Au cours de l'été 2004, il rejoint Alex McLeish en s'engageant en faveur du club écossais des Glasgow Rangers pour une durée de cinq ans. Il s'y déclare « très heureux » et adopte rapidement le style de jeu écossais. Glasgow est éliminé au tour préliminaire de la Ligue des champions et joue la coupe de l'UEFA. Boumsong gagne le titre de champion d'Écosse. Seulement six mois après son arrivée, lors du mercato de janvier 2005, Newcastle United et son nouveau manager Graeme Souness, fait une offre de 8 000 000 de livres sterling. Les Glasgow Rangers acceptent l'offre et le transfert est finalisé dès l'ouverture du marché des transferts de janvier 2005.

### Newcastle (2005-2006)
Jean-Alain Boumsong signe un contrat de 5 ans et demi avec les Magpies. Cependant, comme Boumsong avait joué le nombre de match requis pour les Glasgow Rangers cette saison-là, il reçut la médaille du vainqueur du championnat écossais, même s'il n'a participé qu'à la moitié de la saison avec le club écossais.
Les indemnités de transfert évaluées à 8 000 000 de livres sterling ont amené quelques interrogations, alors que le joueur était en fin de contrat avant de rejoindre les Glasgow Rangers gratuitement quelques mois auparavant et que Newcastle n'avait montré aucun intérêt pour le faire signer à l'époque.
Son passage dans le Tyneside est assez mitigé. Durant sa première saison à Newcastle, ses capacités défensives sont louées ainsi que son entente avec son coéquipier Titus Bramble. Sa popularité amène ses fans à crier la première syllabe de son nom, en allongeant le son d'une manière semblable aux fans d'Arsenal chantant le nom de Nwankwo Kanu. Sa deuxième saison à Newcastle est cependant moins bien réussie. Les capacités défensives de Boumsong ont commencé à diminuer et il a souvent été accusé d'être responsable de plusieurs buts concédés.
Il est sélectionné par Raymond Domenech pour la Coupe du monde 2006 après avoir disputé onze rencontres de qualification pour cette coupe, mais il ne prend part à aucun match.

### Juventus (2006-2008)
Le 22 août 2006, il s'engage avec le club italien de la Juventus, relégué en Serie B, pour un montant de 3 300 000 de livres sterling et des clauses fixées en fonction des résultats sportifs de la Juventus. En septembre 2006, Boumsong marque son premier but pour son nouveau club lors d'un match contre le FC Crotone, que la Juventus remporte par 3 à 0 ; c'est Valeri Bojinov qui inscrit les deux autres buts de la rencontre. Boumsong devient un titulaire indiscutable sous les ordres de Didier Deschamps et la Juventus remonte en Serie A à la fin de la saison.
Deschamps, en désaccord avec les dirigeants sur certains transferts qui lui auraient été imposés, quitte le club. Son remplaçant, Claudio Ranieri, fait vite comprendre à Boumsong qu'il ne compte pas sur lui pour cette saison. Boumsong veut malgré tout connaître la Serie A avec la Juve et reste.
Le 4 novembre 2007, il se blesse, ce qui le rend indisponible pour plusieurs semaines. Après son retour de blessure, il est toujours très peu utilisé par Claudio Ranieri. Lors de son dernier match avec ce club, le 23 janvier 2008, Boumsong marque le but égalisateur contre les rivaux de l'Inter de Milan lors d'un match de Coupe d'Italie. C'est alors que l'Olympique lyonnais montre son intérêt pour l'international français.

### Olympique lyonnais (2008-2010)
Il s'engage le 26 janvier 2008, en faveur de l'Olympique lyonnais en signant un contrat de 3 ans et demi. Le transfert est de à 4,6 millions d'euros. Boumsong déclare qu'il a rejoint Lyon afin d'augmenter ses chances de jouer l'Euro 2008 avec l'équipe de France entraînée par Raymond Domenech.
Il remplace Cleber Anderson, blessé pour six mois. Ce dernier avait déjà été recruté dans l'optique de suppléer Cris, lui aussi gravement blessé en début de saison par Johan Elmander. Alain Perrin, son entraîneur a confiance en lui. Il participe donc rapidement à son premier match sous ses nouvelles couleurs lors d'une victoire 4 buts à 1 contre le FC Sochaux-Montbéliard au Stade Gerland le 8 février 2008. Par ailleurs, il inscrit son premier but pour Lyon le 4 avril 2009 contre Le Mans FC. À la fin de la saison, il décroche une sélection pour l'Euro 2008.
Habitué à jouer aux côtés de Cris, Claude Puel son nouvel entraîneur, le confirme dans son statut de titulaire et lui affirme sa confiance. Dès le 22 août 2009, lors de sa première titularisation de la saison, il ouvre le score contre l'AJ Auxerre.

### Panathinaïkos (2010-2013)
En août 2010, il signe dans le club grec du Panathinaïkos où il rejoint Djibril Cissé et Sidney Govou. Le transfert est de 500 000 €. Il signe un contrat de trois ans avec le club grec pour une rémunération annuelle de 1,9 million d'euros par an. Bien qu'il ait commencé difficilement la saison, il améliore progressivement ses performances et gagne la confiance des supporters. Il marque son premier but lors d'une victoire 2-0 contre le Panserraikos FC.
En 2012, Boumsong prolonge son contrat de deux années supplémentaires avec le club, soit jusqu'en 2014. Au cours de l'été, Boumsong est nommé vice-capitaine pour la saison 2012-2013. Il marque le premier but de la victoire 2 buts à 0 contre Motherwell FC lors du match aller du troisième tour de qualification de Ligue des Champions 2012-2013.

### L'équipe de France espoirs (1999-2002)
Prenant part en tant que titulaire indiscutable à quasiment tous les matchs de qualification des Bleuets pour le championnat d'Europe Espoirs 2002 organisé en Suisse, Boumsong est donc logiquement sélectionné à la fin de la saison 2001-2002 pour jouer l'Euro Espoirs.
La France, excellente, va jusqu'en finale et perd face à la Tchéquie de Petr Čech et Milan Baroš. Les Bleuets perdent la finale lors de la séance de tirs au but.
Il compte onze sélections avec les espoirs français.

### L'équipe de France (2003-2009)

#### Débuts en Bleu
Poursuivant son évolution à l'AJ Auxerre, c'est donc sans surprise que le sélectionneur Jacques Santini, fait appel à lui chez les A.
Ainsi, le solide défenseur connaît sa première sélection en équipe de France le 20 juin 2003 (victoire 2 buts à 1 face au Japon et obtient un penalty dans le Chaudron stéphanois de Geoffroy-Guichard), lors de la Coupe des confédérations.
La France remporte la compétition face au Cameroun (1-0 ap).

#### En route vers l'Euro 2004
Jacques Santini lui fait confiance de nouveau pour une grande compétition, en l'occurrence l'Euro 2004 au Portugal. Il  joue un match de cet Euro, contre la Suisse (3-1).

#### Coupe du monde 2006
Santini parti pour Tottenham, Raymond Domenech devient le nouveau sélectionneur des Bleus.
Boumsong prend part à onze matchs d'affilée en étant aligné d'entrée pendant les qualifications à la Coupe du monde. Il est sélectionné pour la Coupe du monde mais ne participe cependant à aucun match en Allemagne.

#### L'Euro 2008 en Suisse et en Autriche
En mai 2008, il est dans la liste de Raymond Domenech pour participer à l'Euro 2008. Les Bleus sont éliminés dès le premier tour. Boumsong participe au dernier match, face à l'Italie (0-2), entrant à la 26e minute à la place de Samir Nasri (qui venait de remplacer Franck Ribéry) après l'expulsion d'Éric Abidal.

#### Objectif Afrique du Sud
Domenech est toujours le sélectionneur et convoque Boumsong pour les trois matchs de qualifications pour la Coupe du monde 2010 face à l'Autriche, la Serbie et la Roumanie. La France perd contre l'Autriche (1-3) avec un match catastrophique signant le retour en bleu de Mexès, gagne contre la Serbie (2-1) et fait un nul (2-2) en Roumanie.
Le 10 février 2009, Domenech l'appelle pour affronter l'Argentine de Diego Maradona deux jours plus tard à Marseille.
Au 5 juin 2009, Jean-Alain Boumsong compte 27 sélections (1 but) en équipe de France A et 2 sélections en équipe de France A'.

## Carrière d'entraineur
Le 5 septembre 2018, il devient l'adjoint de Clarence Seedorf, le sélectionneur du Cameroun. Alors qu’il ne possède pas toujours de contrat formel et n’a eu aucune nouvelle de la part des dirigeants du football camerounais depuis la fin de la CAN 2019, l’ancien défenseur français a fustigé ce manque de professionnalisme dans l’émission Talents d’Afrique diffusée sur Canal+.
« Bon à savoir, mon contrat n’a jamais été signé, et puis je n’ai pas eu de contact avec la fédération camerounaise de football depuis que j’ai quitté Le Caire en juillet. Pour le contrat, il y a eu des négociations qui ont été faites, il y a eu un accord, sauf que le contrat n’a pas été formalisé. Il y a des preuves, sauf que le contrat n’a pas été signé ».
Il est entraîneur adjoint de l'AJ Auxerre depuis le 30 mai 2025.

## Statistiques
| Saison                | Club                  | Championnat             | Championnat | Championnat | Coupe(s) nationale(s) | Coupe(s) nationale(s) | Supercoupe | Supercoupe | Compétition(s) continentale(s) | Compétition(s) continentale(s) | Compétition(s) continentale(s) | France | France | Total | Total |
| Saison                | Club                  | Division                | M.          | B.          | M.                    | B.                    | M.         | B.         | Comp.                          | M.                             | B.                             | M.     | B.     | M.    | B.    |
| 1997-1998             | Le Havre AC           | Division 1              | 1           | 0           | -                     | -                     | -          | -          | -                              | -                              | -                              | -      | -      | 1     | 0     |
| 1998-1999             | Le Havre AC           | Division 1              | 18          | 1           | 4                     | 0                     | -          | -          | -                              | -                              | -                              | -      | -      | 22    | 1     |
| 1999-2000             | Le Havre AC           | Division 1              | 23          | 0           | 1                     | 0                     | -          | -          | -                              | -                              | -                              | -      | -      | 24    | 0     |
| Sous-total            | Sous-total            | Sous-total              | 42          | 1           | 5                     | 0                     | -          | -          | -                              | -                              | -                              | -      | -      | 47    | 1     |
| 2000-2001             | AJ Auxerre            | Division 1              | 32          | 0           | 6                     | 0                     | -          | -          | C4                             | 8                              | 1                              | -      | -      | 46    | 1     |
| 2001-2002             | AJ Auxerre            | Division 1              | 34          | 1           | 2                     | 0                     | -          | -          | -                              | -                              | -                              | -      | -      | 36    | 1     |
| 2002-2003             | AJ Auxerre            | Ligue 1                 | 33          | 1           | 6                     | 2                     | -          | -          | C1+C3                          | 8+4                            | 0+0                            | 1      | 0      | 52    | 3     |
| 2003-2004             | AJ Auxerre            | Ligue 1                 | 32          | 1           | 3                     | 0                     | 1          | 0          | C3                             | 5                              | 0                              | 6      | 1      | 47    | 2     |
| Sous-total            | Sous-total            | Sous-total              | 131         | 3           | 17                    | 2                     | 1          | 0          | -                              | 25                             | 1                              | 7      | 1      | 181   | 7     |
| 2004-2005             | Rangers FC            | Scottish Premier League | 18          | 2           | 2                     | 0                     | -          | -          | C1+C3                          | 2+6                            | 0+0                            | 1      | 0      | 29    | 2     |
| Sous-total            | Sous-total            | Sous-total              | 18          | 2           | 2                     | 0                     | -          | -          | -                              | 8                              | 0                              | 1      | 0      | 29    | 2     |
| 2004-2005             | Newcastle United      | Premier League          | 14          | 0           | 4                     | 0                     | -          | -          | -                              | -                              | -                              | 3      | 0      | 21    | 0     |
| 2005-2006             | Newcastle United      | Premier League          | 33          | 0           | 4                     | 0                     | -          | -          | C4                             | 4                              | 0                              | 8      | 0      | 49    | 0     |
| Sous-total            | Sous-total            | Sous-total              | 47          | 0           | 8                     | 0                     | -          | -          | -                              | 4                              | 0                              | 11     | 0      | 70    | 0     |
| 2006-2007             | Juventus FC           | Serie B                 | 33          | 2           | -                     | -                     | -          | -          | -                              | -                              | -                              | 2      | 0      | 35    | 2     |
| 2007-2008             | Juventus FC           | Serie A                 | -           | -           | 3                     | 1                     | -          | -          | -                              | -                              | -                              | 1      | 0      | 4     | 1     |
| Sous-total            | Sous-total            | Sous-total              | 33          | 2           | 3                     | 1                     | -          | -          | -                              | -                              | -                              | 3      | 0      | 39    | 3     |
| 2007-2008             | Olympique lyonnais    | Ligue 1                 | 8           | 1           | 4                     | 0                     | -          | -          | C1                             | 1                              | 0                              | 2      | 0      | 15    | 1     |
| 2008-2009             | Olympique lyonnais    | Ligue 1                 | 32          | 1           | 3                     | 1                     | -          | -          | C1                             | 8                              | 0                              | 3      | 0      | 46    | 2     |
| 2009-2010             | Olympique lyonnais    | Ligue 1                 | 19          | 1           | 4                     | 1                     | -          | -          | C1                             | 6                              | 0                              | -      | -      | 29    | 2     |
| Sous-total            | Sous-total            | Sous-total              | 59          | 3           | 11                    | 2                     | -          | -          | -                              | 15                             | 0                              | 5      | 0      | 90    | 5     |
| 2010-2011             | Panathinaïkós         | Super League            | 25          | 1           | 5                     | 0                     | -          | -          | C1                             | 5                              | 0                              | -      | -      | 35    | 1     |
| 2011-2012             | Panathinaïkós         | Super League            | 23          | 3           | 6                     | 0                     | -          | -          | C1+C3                          | 2+2                            | 1+1                            | -      | -      | 33    | 5     |
| 2012-2013             | Panathinaïkós         | Super League            | 14          | 1           | 2                     | 0                     | -          | -          | C1+C3                          | 3+1                            | 0+0                            | -      | -      | 20    | 1     |
| Sous-total            | Sous-total            | Sous-total              | 62          | 5           | 13                    | 0                     | -          | -          | -                              | 13                             | 2                              | -      | -      | 88    | 7     |
| Total sur la carrière | Total sur la carrière | Total sur la carrière   | 392         | 16          | 59                    | 5                     | 1          | 0          | -                              | 65                             | 3                              | 27     | 1      | 544   | 25    |

## Palmarès

### En club
- Champion d'Écosse en 2005 avec les Glasgow Rangers
- Champion de France en 2008 avec l'Olympique lyonnais
- Vainqueur de la Coupe de France en 2003 avec l'AJ Auxerre et en 2008 avec l'Olympique lyonnais
- Finaliste du Trophée des champions en 2003 avec l'AJ Auxerre
- Champion d'Italie de Serie B en 2007 avec la Juventus de Turin
- Vice-champion de Grèce en 2011 et 2012 avec le Panathinaïkós

### En sélection
- Vainqueur de la Coupe des Confédérations en  2003
- Finaliste du Championnat d'Europe des Nations Espoirs en 2002 avec l'équipe de France espoirs
- Finaliste à la Coupe du Monde en 2006

### Buts en sélection
| Buts en sélection de Jean-Alain Boumsong | Buts en sélection de Jean-Alain Boumsong | Buts en sélection de Jean-Alain Boumsong | Buts en sélection de Jean-Alain Boumsong | Buts en sélection de Jean-Alain Boumsong | Buts en sélection de Jean-Alain Boumsong | Buts en sélection de Jean-Alain Boumsong |
| #                                        | Date                                     | Lieu                                     | Adversaire                               | Score                                    | Résultats                                | Compétitions                             |
| ---------------------------------------- | ---------------------------------------- | ---------------------------------------- | ---------------------------------------- | ---------------------------------------- | ---------------------------------------- | ---------------------------------------- |
| 1                                        | 11 octobre 2003                          | Stade de France, Saint-Denis             | Israël                                   | 3-0                                      | 3-0                                      | Éliminatoires Euro 2004                  |

## Reconversion
Jean-Alain Boumsong commence une carrière de consultant lors de la Coupe du monde 2010 pour la radio Europe 1 et la chaîne d'informations en continu i>Télé. Il a commenté par ailleurs le championnat d'Europe 2012 sur BeIN Sports avec Xavier Domergue.
Depuis sa fin de contrat avec le Panathinaïkos, Jean-Alain Boumsong commente des matchs de Ligue 1, Ligue des champions et Ligue Europa sur BeIN toujours en binôme avec Xavier Domergue.
Il est consultant certains vendredis dans l'avant match et l'après match de Ligue 1 avec Florian Genton et Éric Roy.
Depuis février 2014, il intervient également dans le nouveau talk show de BeIN Sports, Sports Night, qui revient sur les matchs du soir.

## Vie privée
Boumsong est titulaire d'un DEUG MIAS (Mathématiques & Informatique appliquées aux Sciences) obtenu à l'université du Havre en 1999.
Il est le cousin de David N'Gog (1989-), attaquant formé au Paris Saint-Germain, international français espoir de 2008 à 2010.
En 2006, il fonde l'association caritative Adna le rassemblement afin de venir en aide aux plus démunis.
Son engagement dans le monde associatif se renforce ensuite par sa présence au conseil d'administration de l'association lyonnaise Sport Dans La Ville qui a pour but l'insertion professionnelle des jeunes des quartiers sensibles.
Jean-Alain Boumsong est converti à l'islam.